# Opisthoncus serratofasciatus
Opisthoncus serratofasciatus là một loài nhện trong họ Salticidae.
Loài này thuộc chi Opisthoncus. Opisthoncus serratofasciatus được Ludwig Carl Christian Koch miêu tả năm 1881.